# Lincoln County (Idaho)
Lincoln County ist ein County im Bundesstaat Idaho der Vereinigten Staaten. Der Verwaltungssitz (County Seat) ist Shoshone.

## Geographie
Das County liegt im mittleren Süden von Idaho und hat eine Fläche von 3123 Quadratkilometern, wovon ein Quadratkilometer Wasserfläche ist. Es grenzt im Uhrzeigersinn an folgende Countys: Camas County, Blaine County, Minidoka County, Jerome County und Gooding County. Es liegt vollständig in der Ebene der Snake River Plain.

## Geschichte
Lincoln County wurde am 18. März 1895 aus Teilen des Alturas County gebildet. Benannt wurde es nach dem US-Präsidenten Abraham Lincoln.
42 Bauwerke und Stätten des Countys sind im National Register of Historic Places eingetragen.

## Demografische Daten
Nach der Volkszählung im Jahr 2000 lebten im Lincoln County 4.044 Menschen in 1.447 Haushalten und 1.050 Familien. Die Bevölkerungsdichte betrug 1 Person / km². Ethnisch betrachtet setzte sich die Bevölkerung zusammen aus 86,47 Prozent Weißen, 0,47 Prozent Afroamerikanern, 1,21 Prozent amerikanischen Ureinwohnern, 0,45 Prozent Asiaten, 0,05 Prozent Bewohnern aus dem pazifischen Inselraum und 9,42 Prozent aus anderen ethnischen Gruppen; 1,93 Prozent stammten von zwei oder mehr Ethnien ab. 13,4 Prozent der Bevölkerung waren spanischer oder lateinamerikanischer Abstammung.
Von den 1.447 Haushalten hatten 37,7 Prozent Kinder unter 18 Jahren, die bei ihnen lebten. 61,5 Prozent davon waren verheiratete, zusammenlebende Paare. 5,5 Prozent waren allein erziehende Mütter und 27,4 Prozent waren keine Familien. 22,9 Prozent waren Singlehaushalte und in 10,2 Prozent lebten Menschen mit 65 Jahren oder älter. Die Durchschnittshaushaltsgröße betrug 2,77 und die durchschnittliche Familiengröße war 3,27 Personen.
30,4 Prozent der Bevölkerung waren unter 18 Jahre alt, 9,0 Prozent zwischen 18 und 24 Jahre, 25,5 Prozent zwischen 25 und 44 Jahre, 22,0 Prozent zwischen 45 und 64 Jahre. 13,1 Prozent waren 65 Jahre oder älter. Das Durchschnittsalter betrug 34 Jahre. Auf 100 weibliche Personen kamen 106,5 männliche Personen. Auf 100 Frauen im Alter von 18 Jahren und darüber kamen 105,8 Männer.
Das jährliche Durchschnittseinkommen der Haushalte betrug 32.484 USD, das Durchschnittseinkommen der Familien 36.792 USD. Männer hatten ein Durchschnittseinkommen von 26.576 USD, Frauen 20.032 USD. Das Prokopfeinkommen betrug 14.257 USD. 13,1 Prozent der Einwohner und 10,8 Prozent der Familien lebten unterhalb der Armutsgrenze.

## Orte im County
- Dietrich
- Richfield
- Shoshone